# Paul Passy

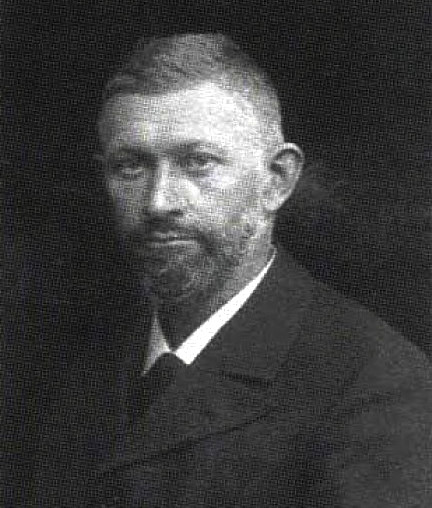
Paul Passy

Paul Édouard Passy (Versailles, 13 januari 1859 – Bourg-la-Reine, 21 maart 1940) was een Frans linguïst, die naam verwierf met zijn inzet voor en de ontwikkeling van het gebruik van fonetiek in het talenonderwijs. In 1886 richtte hij samen met zijn vriend, de Deense taalkundige Otto Jespersen, de International Phonetic Association (IPA) op. Ook werkte hij mee aan de ontwikkeling van het Internationaal Fonetisch Alfabet, dat onder dezelfde afkorting IPA bekendstaat.
Paul Passy was een zoon van Frédéric Passy, die in 1901 samen met Henri Dunant de eerste Nobelprijs voor de Vrede kreeg uitgereikt. Paul Passy kreeg privéonderricht en had al vroeg belangstelling voor talen. Op jeugdige leeftijd beheerste hij Engels, Duits en Italiaans en had hij belangstelling voor de klankleer.
Op 19-jarige leeftijd studeerde hij af van de École des Hautes Etudes (Hogeschool) en ontkwam aan de dienstplicht (hij was een overtuigd christen en pacifist) door als talendocent te gaan werken in het middelbaar onderwijs. Hij kwam hierbij tot het inzicht dat de fonetiek van groot nut kon zijn in het talenonderwijs en ontwikkelde zelf een systeem voor zijn leerlingen (waarvan hij zelf ook wel inzag dat het niet perfect was). Hij begon zich vervolgens te verdiepen in het werk van buitenlandse fonetici, onder andere van de Engelse taalkundige Henry Sweet. Via bezoeken aan talencongressen in het buitenland bouwde hij veel kennis en een internationaal netwerk op. Als selfmade man groeide hij uit tot een autoriteit op zijn vakgebied in Frankrijk en gaf lessen aan de universiteit in 
Parijs die een grote populariteit genoten, en privélessen, onder andere aan de Engelse foneticus Daniel Jones. Ondanks zijn status bleef hij zich inzetten voor het praktische nut van de fonetiek en zijn geschriften waren ook voor de leek goed leesbaar. 
Passy was ook geïnteresseerd in het onderwijs in algemene zin en bezocht de Verenigde Staten en IJsland om het onderwijssysteem daar te bestuderen. Naast deze activiteiten op onderwijsgebied was hij een vooraanstaand figuur in de beweging van Franse christen-socialisten. 

## Werken
- Premier livre de lecture, 1884.
- The Phonetic Teacher, 1884
- Le français parlé. Morceaux choisis à l’usage des étrangers avec la prononciation figurée, 1886
- Les éléments d’anglais parlé, 1886
- Les sons du français: leur formation, leur combinaison, leur représentation, 1887
- Le phonétisme au congrès philologique de Stockholm en 1886. Rapport présenté au Ministre de l’instruction publique, 1887
- Kurze Darstellung des französischen Lautsystems’, 1888
- Etude sur les changements phonétiques et leurs caractères généraux, 1891
- De Nordica Lingua, 1891
- De la méthode directe dans l’enseignement des langues vivantes, 1899
- Souvenirs d’un socialiste chrétien, 1930 - 1932